# فرودگاه وست اوکلند
فرودگاه وست آوکلند   (به انگلیسی: West Auckland Airport)  یک فرودگاه همگانی   است . این فرودگاه در شهر آوکلند کشور نیوزلند قرار دارد و در ارتفاع ۲ متری از سطح دریا واقع شده است.